# Lamincards
Le lamincards sono delle figurine stampate su PVC trasparente attraverso una tecnica molto simile alla stampa offset.

## Tecnica di stampa
Questa tecnologia di stampa è abbastanza recente, perché prima degli anni novanta su materiali plastici si stampava quasi esclusivamente attraverso tecniche di serigrafia che non permettevano la resa di dettagli molto fini. Questa tecnica permette, per la prima volta, di avere delle card stampate sui due lati con i personaggi sagomati su laminato trasparente o con solo alcune parti completamente trasparenti o colorate traslucide (per esempio sfondi colorati ma trasparenti e personaggi opachi).
Nella seconda metà degli anni 2000, al PVC (cloruro di polivinile) trasparente che costituiva il corpo della card, è stato sostituito il PET (polietilene tereftalato) in quanto completamente riciclabile.

## Le serie in edicola
Nel 2000 esce la prima serie, I Cavalieri dello zodiaco, su licenza Toei Animation/Yamato s.r.l..
Nel corso degli anni sono state prodotte decine di collezioni dedicate alle principali franchise di cartoni animati (perlopiù giapponesi), film, videogiochi e al mondo del wrestling. 
Sono state le prime carte collezionabili in Europa ad avere contenuti in realtà aumentata (Ben 10 Lamincards serie virtual, 2009).